# Trasporti in Kazakistan

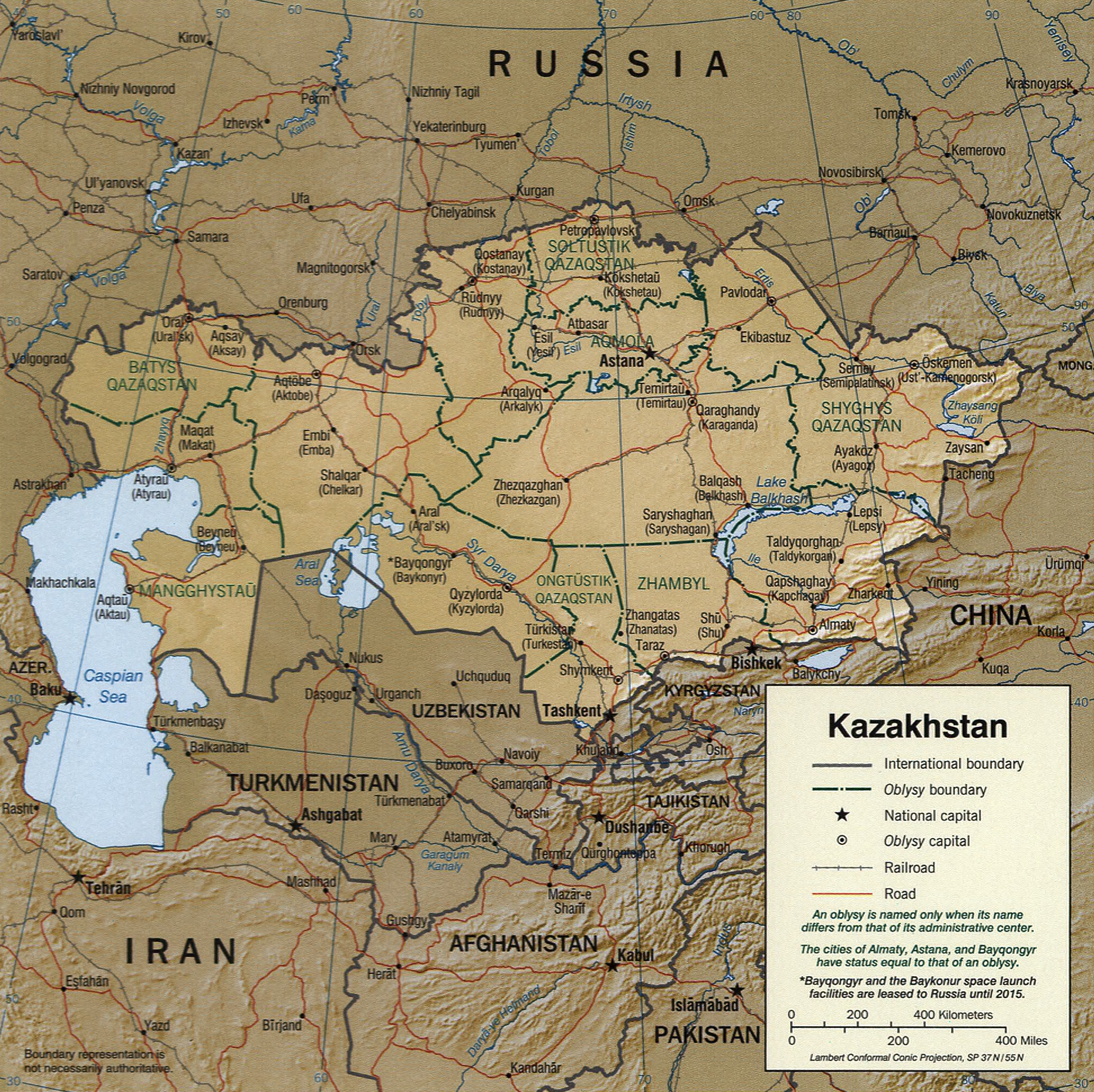
Kazakistan: carta geopolitica con rete ferroviaria e stradale

Questa voce raccoglie le principali tipologie di Trasporti in Kazakistan.

## Trasporti su rotaia

### Rete ferroviaria
In totale: 14.400 km di linee ferroviarie pubbliche.
- scartamento allargato (1524 mm): 14.400 km, 3.299 dei quali elettrificati
- Gestore nazionale: Kazakhstan Temir Zholy (KTZ).
- Collegamento a reti estere contigue
  - senza cambio di scartamento: Kirghizistan, Russia, Turkmenistan ed Uzbekistan.
  - con cambio di scartamento (1524/1435 mm): Cina.

### Reti metropolitane
L'unico sistema metro è in costruzione ad Almaty, già capitale del Kazakistan.

### Reti tranviarie
Sono presenti sistemi tranviari nelle città di Almaty (dal 1937), Öskemen e Temirtau (dal 1959) e Pavlodar (dal 1965).

## Trasporti su strada

### Rete Stradale
Strade pubbliche: in totale 258.029 km (dati 2006)
- asfaltate: 247.347 km
- bianche: 10.682 km.

### Reti filoviarie
I primi bifilari sono stati installati nel 1944 ad Almaty; altre reti filoviarie sono tuttora operanti nelle città di Qaraghandy (dal 1967), Petropavl (dal 1971), Taraz (dal 1980), Aktobe (dal 1982), Astana (dal 1983) e Kostanai (dal 1990).

### Autolinee
Ad Astana, capitale del Kazakistan, ed in tutte le zone abitate sono presenti aziende pubbliche e private che gestiscono trasporti urbani, suburbani, interurbani e turistici esercitati con autobus.

## Porti e scali

### Sul Mar Caspio
- Aktau
- Atyrau

### Altri
- Oskemen
- Pavlodar
- Semey

## Trasporti aerei

### Aeroporti
In totale: 150 (dati 2006)
a) con piste di rullaggio pavimentate: 67
- oltre 3047 m: 9
- da 2438 a 3047 m: 27
- da 1524 a 2437 m: 17
- da 914 a 1523 m: 4
- sotto 914 m: 10

b) con piste di rullaggio non lastricate: 83.
- oltre 3047 m: 5
- da 2438 a 3047 m: 6
- da 1524 a 2437 m: 9
- da 914 a 1523 m: 10
- sotto 914 m: 53